# 因吉巴拉
因吉巴拉（Injibara）是埃塞俄比亞西北部阿姆哈拉州阿古阿維地區的小鎮，座標10°57′N 36°56′E / 10.950°N 36.933°E，海拔2,560米。根據埃塞俄比亞中央統計局2006年人口普查的資料，因吉巴拉總人口約4,849，其中男性2,317人，女性2,532人。 這個小鎮曾被遷移，在1991年前位置在現今位置以北5公里，座標10°59′N 36°55′E / 10.983°N 36.917°E，海拔2,660米。